# ألما تسيغلر
ألما تسيغلر (بالإنجليزية: Alma Ziegler)‏ هي لاعب كرة قاعدة أمريكية، ولدت في 9 يناير 1918 في شيكاغو في الولايات المتحدة، وتوفيت في 30 مايو 2005 في Los Osos, California ‏ في الولايات المتحدة.